# Nélson Monte
Nélson Macedo Monte (Vila do Conde, 30 de junio de 1995), conocido como Nélson Monte, es un futbolista profesional portugués que juega como defensa en la U. D. Almería de la Segunda División de España.

## Trayectoria
Nacido en Vila do Conde, se formó en las canteras del Rio Ave F. C. y el S. L. Benfica. El 30 de enero de 2014 firmó su primer contrato profesional con el equipo de su ciudad natal por cinco temporadas. Debutó en un partido contra el S. C. Olhanense.
En la temporada 2020-21 jugó competición europea, la Liga Europa de la UEFA. En una de las eliminatorias previas se enfrentaron al A. C. Milan, quedando eliminados en la tanda de penaltis en la que falló su lanzamiento.
La campaña siguiente firmó por el S. C. Dnipro-1 ucraniano por dos años, disputando nueve encuentros antes de la suspensión del campeonato por la invasión rusa de Ucrania. Entonces, el 15 de marzo de 2022, se incorporó a los entrenamientos de la U. D. Almería para firmar un contrato hasta el final de la temporada. El equipo logró ascender a la Primera División, pero se marchó sin haber llegado a debutar.
Un mes después de saberse que no continuaría en Almería, volvió al fútbol de su país tras comprometerse con el G. D. Chaves. Jugó 31 partidos en la Primeira Liga y, una vez quedó libre, el 17 de agosto de 2023 regresó a España tras firmar por tres años con el Málaga C. F. En el primero de ellos ayudó a conseguir el ascenso a Segunda División, categoría en la que marcó tres goles en 33 encuentros.
El 21 de julio de 2025 se hizo oficial su vuelta a la U. D. Almería con un contrato para tres temporadas.

## Selección nacional
Formó parte de la selección de fútbol sub-19 de Portugal, con la que disputó 13 partidos, y también de la Portugal, disputando tres encuentros en 2015, en la Copa Mundial de la FIFA en Nueva Zelanda.

## Clubes
| Club           | País     | Año       |
| -------------- | -------- | --------- |
| Rio Ave F. C.  | Portugal | 2014-2021 |
| S. C. Dnipro-1 | Ucrania  | 2021-2022 |
| U. D. Almería  | España   | 2022      |
| G. D. Chaves   | Portugal | 2022-2023 |
| Málaga C. F.   | España   | 2023-2025 |
| U. D. Almería  | España   | 2025-     |